# CST9
CST9 (англ. Cystatin 9) – білок, який кодується однойменним геном, розташованим у людей на короткому плечі 20-ї хромосоми. Довжина поліпептидного ланцюга білка становить 159 амінокислот, а молекулярна маса — 18 135.
| 10         |  | 20         |  | 30         |  | 40         |  | 50         |
| ---------- |  | ---------- |  | ---------- |  | ---------- |  | ---------- |
| MSSPQRRKAM |  | PWALSLLLMG |  | FQLLVTYAWC |  | SEEEMGGNNK |  | IVQDPMFLAT |
| VEFALNTFNV |  | QSKEEHAYRL |  | LRVLSSWRED |  | SMDRKWRGKM |  | VFSMNLQLRQ |
| TVCRKFEDDI |  | DNCPFQESLE |  | LNNVRQGISF |  | PQVHSCGCCM |  | GCGVGTGAAD |
| KAIPRDKGK  |  |            |  |            |  |            |  |            |

A: Аланін

C: Цистеїн

D: Аспарагінова кислота

E: Глутамінова кислота

F: Фенілаланін

G: Гліцин

H: Гістидин

I: Ізолейцин

K: Лізин

L: Лейцин

M: Метіонін

N: Аспарагін

P: Пролін

Q: Глутамін

R: Аргінін

S: Серин

T: Треонін

V: Валін

W: Триптофан

Кодований геном білок за функціями належить до інгібіторів протеаз, інгібіторів тіолових протеаз, антимікробних білків. 
Секретований назовні.